# Butades

La donzella coríntia, 1782-1784, llenç de Joseph Wright en què representa el mite de Butades

Butades de Sició fou un artista llegendari de l'antiga Grècia d'època desconeguda, segurament del segle vii abans de la nostra era, sobre el qual refereix Plini el Vell una tradició coríntia que li atribueix la invenció de les figures plàstiques de terra cuita, és a dir, de l'escultura.
D'acord amb Plini el Vell, la filla de Butades es va enamorar d'un jove corinti i en disposar-se el nuvi a marxar a l'estranger, la darrera nit, en acomiadar-se, la núvia tingué la idea de quedar-se amb el retrat del seu amant, per a això traçà amb carbonet el perfil de la seua cara, assenyalat per l'ombra a la paret de la cambra. Butades va aplicar-hi una capa d'argila, que modelà seguint les sinuositats del rostre; llevà l'argila de la paret, la ficà al forn i en va obtenir un retrat durador, que segons la tradició es conservà en el Nimfeu de Corint fins que conqueriren la ciutat els romans al comandament de Luci Mummi i la van arrasar.
Aquesta llegenda s'ha representat moltes voltes en pintura: com ara en La donzella coríntia (1782-1784), de Joseph Wright, i en La invenció de l'art del dibuix (1791), de Joseph-Benoît Suvée.
Al mateix Butades se li va atribuir també la invenció d'una barreja de terra de rajola i guix, que s'aplicava als treballs d'adorn; haver sigut el primer que construí teules adornades amb figures als extrems i haver construït els acroteris decorats amb figures.